# المعلم يعقوب
المعلم يعقوب أو الجنرال يعقوب أحد الشخصيات التي دار حولها جدل كبير في التاريخ المصري.
ويرجع هذا الجدل إلى تعاونه مع الحملة الفرنسية على مصر التي احتلت مصر بقيادة نابليون بونابرت. [وفقًا لِمَن؟] إلا أن البعض من مؤرخى المسيحيين يراه كثائر على الظلم العثماني وبطل وطني حاول جعل مصر مستقلة بمساعدة فرنسا أو إنجلترا مثل الدكتور لويس عوض والدكتور شفيق غربال والدكتور أنور لوقا في حين أن هناك أيضا من مؤرخى الأقباط من يراه خائن متعاون مع المحتل.

## بداية المعلم يعقوب
ولد يعقوب حنا بمدينة ملوي بمحافظة المنيا مصر عام 1745 م لأسرة قبطية متوسطة، تعلم بأحد الكتاتيب القبطية وتعلم بها بالأضافة إلى المواد الدينية القراءة والكتابة والحساب، عمل مساعدا لبعض أبناء طائفته العاملين بجباية الأموال والحسابات حتى تعلم حرفتهم، عمل بعد ذلك لدى سليمان بك أغا رئيس الأنكشارية وكان من كبار أغنياء المماليك وتكونت لدى يعقوب ثروة كبيرة من عمله لديه.
كان رجال الكنيسة غير راضين عن يعقوب لتصرفاته التي كانت تخالف تعاليم الكنيسة سواء تصرفاته الشخصية أو حتى مع أخوانه من أبناء ملته.
وعندما جاءت قوات حسن باشا إلى مصر عام 1786 م لتثبيت الحكم العثمانى شارك المعلم يعقوب في قتالهم بصفوف المماليك، مما جعله يتقن فنون القتال والفروسية.

## الحملة الفرنسية على مصر
عندما قامت الحملة الفرنسية على مصر كان يعقوب في الثالثة والخمسين من عمره وقد تكونت لديه ثروة طائلة، وكان الفرنسيين يريدون تثبيت حكمهم وإدارتهم لمصر ولكن كانوا يواجهون صعابا في تحقيق ذلك فلم يكن هناك بيانات تسجل إيرادات ومصروفات البلاد والضرائب التي يجب فرضها على الشعب فاستعان نابليون ببعض المسيحيين الذين كانوا مشهورين في ذلك الوقت كجباة للأموال وصيارفة، فعين نابليون المعلم جرجس الجوهرى ليكون مسئولا عن تنظيم الموارد المالية للحكومة، واستعان المعلم جرجس بيعقوب بعد أن عرض يعقوب عليه خدماته وزكاه عند الجنرال ديسيه الذي استعان به في حملته التي قام بها لإخضاع الصعيد ومطاردة جيش مراد بك حيث كانت لدى يعقوب خبرة بطرق الصعيد وأوضاعه المالية والإدارية كما قام يعقوب بتجهيز ما يلزم الحملة وتأمين مواصلاتها وأيضا المشاركة في القتال بهذه الحملة، وكانت لديه معرفة بطريقة تفكير المماليك لعمله معهم قترة طويلة واشتراكه في الحروب بصفوفهم.
قاد المعلم يعقوب فصيلة من الجيش الفرنسي المكلف بهذه الحملة ضد قوة مملوكية في أسيوط واستطاع أن يحقق الانتصار ويهزم المماليك، مما دفع ديزيه إلى أن يقدم له تذكاراً عبارة عن سيفٍ منقوش على مقبضه: معركة عين القوصية 24 ديسمبر 1798م.
ويستشهد المؤرخ شفيق غربال على دور المعلم يعقوب برسالة كتبها الجنرال جاك فرانسوا مينو إلى بونابرت يقول فيها: «إنى وجدت رجلا ذا دراية ومعرفة واسعة اسمه المعلم يعقوب وهو الذي يؤدى لنا خدمات باهرة منها تعزيز قوة الجيش الفرنسي بجنود إضافية من القبط لمساعدتنا»
نشأت بعد ذلك صداقة حميمة بين المعلم يعقوب والجنرال ديسيه

## المعلم يعقوب قائدا عسكريا
تولى يعقوب بعد ذلك جمع الضرائب من أهالي الصعيد وكان يستخدم أبشع وأعنف الوسائل في الجباية سواء مع أهل الصعيد المسلمين أو المسيحيين، وكان أهل الصعيد يسمون حملة الجنرال ديسيه (جيش المعلم يعقوب).
عاد يعقوب إلى القاهرة بعد حملة الصعيد وقد قامت ثورة القاهرة الأولى، وحول داره إلى ما يشبه القلعة العسكرية، وجعل لها بوابةً محصنة يقف عليها الحرس المسلحون ليلاً ونهاراً، وتوافق ذلك مع شروع نابليون في بناء عدة قلاعٍ حول القاهرة، بحيث تحيط مدافعه بالقاهرة كلها، واعتبرت قلعة المعلم يعقوب واحدةً من قلاع الفرنسيين في القاهرة.
كما قام يعقوب بتقديم خدمات كثيرة لمساعدة الجنرال كليبر على قمع ثورة القاهرة الثانية فقد كان حينئذ من ضباط ديسيه فكافأه كليبر بأن وكله بجمع الأموال العامة من الشعب كيف يشاء، فلم يتوانى يعقوب واستخدم أسوء الوسائل لجمع المال فكان يفرض على الفلاحين مالا يطيقون على دفعه ومن لم يستطع كان أعوان يعقوب يتطاولون عليهم بالسب والضرب وحرق ممتلكاتهم والأعتداء على أعراضهم، كل هذا جعل ليعقوب حظوة كبيرة لدى الفرنسيين فقد كان أحد أدواتهم لمعاقبة المصريين على ثورة القاهرة الثانية، وتعاظمت ثروته وازداد نفوذه، وقد كتب الجنرال بليار نائب الجنرال منو في مذكراته عن يعقوب «ومع انه كان يعمل لحسابنا فهو لم ينس مصالحه الخاصة».
ولقد منح الجنرال كليبر يعقوب رتبة كولونيل وجعله على رأس فرقة عسكرية من شباب المسيحيين تم تدريبهم على أيدى ضباط فرنسيين وتولى يعقوب على نفقته الخاصة تزويدهم بالسلاح والعتاد اللازم لهذه الفرقة، ويرى بعض المؤرخين ان فكرة هذه الفرقة ترجع إلى المعلم يعقوب بينما يرى أغلبيتهم انها راجعة إلى الجنرال كليبر فقد كون كذلك فرقة من اليونانين بعد ثورة القاهرة الأولى كانت متمركزة بجزيرة الروضة، وكانت هذه الفرق على كل حال تصب في مصلحة الأحتلال الفرنسي الذي كان يتبع سياسة ضم الأقليات اليه وتشجيعهم وشراءهم بالمال.
استمر يعقوب في تقديم خدماته للأحتلال الفرنسي بعد اغتيال كليبر وتعيين الجنرال جاك مينو فكافأه مينو بأن منحه رتبة جنرال وكان ذلك في عام 1801 م.

## مصرع الجنرال ديسيه
كان الجنرال ديسيه صديق المعلم يعقوب الحميم قد غادر مصر في عهد كليبر مع بونابرت لينضم إليه في حربه مع النمساويين وهناك لقى مصرعه، فلما وصل إلى يعقوب هذا الخبر حزن وكتب إلى الجنرال مينو يعرض عليه دفع ثلث تكاليف النصب المزمع إقامته تخليدا لذكراه، كما كلف يعقوب الأب روفائيل وكان صديقا ليعقوب بنظم رسالة شعرية يرثي فيها صديقه ليرسلها إلى حكومة باريس.

## نهاية الحملة الفرنسية
مع نهاية الحملة الفرنسية على مصر بزحف الجيش العثماني نحو القاهرة والجيش الأنجليزى نحو رشيد ووقوف الجنرال منو محاصرا في الإسكندرية اضطر مينو إلى عقد مفاوضات مع العثمانين والأنجليز للجلاء عن مصر، عزم الجنرال يعقوب على السفر إلى فرنسا فجمع متاعه وأهله وعسكره من المسيحيين وخرج إلى الروضة ليكون مع من قرروا المغادرة مع الحملة إلى فرنسا، وركب السفينة الأنجليزية بالاس ليخرج من القاهرة في 10 أغسطس عام 1801م.

## مصرع المعلم يعقوب
أصيب يعقوب بعد يومين من ركوبه السفينة بالحمي ومات على إثر إسهال حاد، وكانت آخر وصية له أن يدفن بجوار صديقه الجنرال ديسيه، وهناك شك في أن يكون الفرنسيون قد نفذوا وصيته، حيث تروى بعض الروايات أنه قد تم إلقاء جثمانه في البحر نظراً لطول مدة السفر وعدم توفر وسائل لحفظ الجثة.
أعادت سلسلة ذاكرة الوطن في هيئة قصور الثقافة في عام 2009 نشر كتاب «المعلم يعقوب بين الأسطورة والحقيقة» للدكتور أحمد حسين الصاوى